# Las Palmas, Tihuatlán
Las Palmas är en ort i Mexiko.   Den ligger i kommunen Tihuatlán och delstaten Veracruz, i den sydöstra delen av landet, 200 km nordost om huvudstaden Mexico City. Las Palmas ligger 78 meter över havet och antalet invånare är 360.
Terrängen runt Las Palmas är huvudsakligen platt, men åt sydväst är den kuperad. Las Palmas ligger nere i en dal. Runt Las Palmas är det ganska tätbefolkat, med 108 invånare per kvadratkilometer. Närmaste större samhälle är Poza Rica de Hidalgo, 19,7 km sydost om Las Palmas. Omgivningarna runt Las Palmas är en mosaik av jordbruksmark och naturlig växtlighet.